# Manjúyod
Manjúyod es un municipio de Tercera Clase de la provincia en Negros Oriental, Filipinas. De acuerdo con el censo del 2000, tiene una población de 37,863 en 7,438 hogares. 

## Barangayes
Manjúyod está administrativamente subdividido en 27 barangayes.
| - Alangilanan - Bagtic - Balaas - Bantolinao - Bolisong - Butong - Campuyo - Candabong - Concepción - Dungo-an - Kauswagan - Libjo - Lamogong - Maaslum | - Mandalupang - Panciao - Población - Sac-sac - Salvación - San Isidro - San José - Santa Mónica - Suba - Sundo-an - Tanglad - Tubod - Tupas |

## Religión
San Francisco de Asís es el santo patrón de Manjúyod, y su día festivo es celebrado anualmente cada 4 de octubre junto con la fiesta en la ciudad. La fiesta es un día festivo oficial en el que no se trabaja en la ciudad.

## Turismo
Las atracciones turísticas de Manjúyod incluyen la Cueva Himampangon, una formación natural de roca; la blanca barra arenal, un precioso estrecho de siete kilómetros de playa de arena blanca; y el bosque Candabong, donde se encuentra una flora de gran variedad y este bosque es protegido por el gobierno.